# 1. Slovenska liga ameriškega nogometa 2017
La 1. Slovenska liga ameriškega nogometa 2017 è stata la sesta edizione dell'omonimo torneo di football americano. La sua finale è stata denominata SloBowl VI.
Ha avuto inizio il 7 maggio e si è conclusa il 9 luglio con la finale di Kočevje vinta per 47-0 dai Ljubljana Silverhawks e sugli Alp Devils.

## Squadre partecipanti
| Club                  | Città   | Stadio | Sponsor ufficiale | Risultato nella stagione 2016 |
| --------------------- | ------- | ------ | ----------------- | ----------------------------- |
| Alp Devils            | Kranj   |        |                   |                               |
| Domžale Tigers        | Domžale |        |                   |                               |
| Ljubljana Silverhawks | Lubiana |        |                   |                               |
| Maribor Generals      | Maribor |        |                   |                               |

## Semifinali
| Domžale 7 maggio 2017, ore 16:00 | Domžale Tigers | 24 – 42 | Ljubljana Silverhawks | Športni Park |

| Gunclje 17 giugno 2017, ore 15:00 | Alp Devils | 35 – 30 | Maribor Generals | Igrišče Oval |

## Finali

### Finale 3º - 4º posto
| Kočevje 9 luglio 2016, ore 13:00 | Maribor Generals | 0 – 1 (a tavolino) | Domžale Tigers | Športni Park Gaj |

### SloBowl VI
| Kočevje 9 luglio 2017, ore 17:00 | Ljubljana Silverhawks | 47 – 0 | Alp Devils | Športni Park Gaj |

## Verdetti
- Ljubljana Silverhawks Campioni della Slovenia (6º titolo)